# Інструментальний завод порошкової металургії
Інструментальний завод порошкової металургії — підприємство металургійної промисловості в Запоріжжі.

## Історія
Підприємство було засноване спільно з Українською академією наук національного прогресу УАННП м. Дніпропетровськ, для створення промислового виробництва методом порошкової металургії інструментального матеріалу – карбідосталі, за науковими розробками одного з засновників, виконаними в інституті УкрНДІСпецсталь. Через інфляцію в 1994-1995 рр. проєкт не було реалізовано.
Від 1996 р. підприємство займається гуртовими поставками металопродукції, виробництва металургійних заводів України, Росії, Білорусі, а також продукції машинобудівних заводів, в т.ч. енергетичного обладнання, обладнання і запчастин для гірничо-рудної промисловості і аглофабрик, хімічної продукції і т.п.
Від 2005 р. підприємство розширило свої рамки на міжнародному ринку і виконує поставки продукції до Молдови, Грузії, Австралії. За цей час підприємством було поставлено більше 150 найменувань різної продукції.
Від 2014 р. підприємство виконує поставки твердопаливних котлів довготривалого горіння (до 7 діб) на відновлювальних джерелах енергії: пелетах, дерев'яних і торфових брикетах, відходах переробки сільськогосподарської продукції; потужністю від 10кВт до 2000кВт для обігріву приміщень до 20000м2.
Підприємство є лфіційним дилером торговельних марок «PEREKO», «Котеко», «Ретра», «SWAG».

## Сфера діяльності
- реалізація продукції металургійного виробництва, в тому числі інструментальних сталей, що виготовляються методом порошкової металургії;
- розміщення замовлень на виготовлення нестандартної (несортаментной) металопродукції з освоєнням нових марок сталей або нового сортаментний розміру (ряду);
- Реалізація металопродукції з жароміцних сплавів звичайними і малотоннажними партіями;
- Виготовлення в досвідчених умовах і поставка порошкової карбідосталі для ріжучого, штампового, деформуючого, гірничорудного інструменту;
- Представлення інтересів замовника в регіоні, технологічний супровід виконання замовлення.

## Продукція
- металеві порошки типу ПЖр;
- підшипники тертя з порошків;
- конструкційні деталі